# Општина Атенко (Мексико)
Атенко (шп. Atenco) општина је у Мексику у савезној држави Мексико. Општина се налази на надморској висини од 2244 м.

## Становништво
Према подацима из 2010. у општини је живело 56243 становника.

### Хронологија
| Година       | 2000                  | 2005                  | 2010                  |
| ------------ | --------------------- | --------------------- | --------------------- |
| Становништво | 34435 (17085 / 17350) | 42739 (21314 / 21425) | 56243 (27933 / 28310) |

### Попис
| \| \| м \| \| \| ж \| \| 0—2 \| 1.675 \| \| \| 1.551 \| \| 3—5 \| 1.882 \| \| \| 1.803 \| \| 6—11 \| 3.643 \| \| \| 3.522 \| \| 12—14 \| 1.690 \| \| \| 1.633 \| \| 15—17 \| 1.788 \| \| \| 1.662 \| \| 18—24 \| 3.413 \| \| \| 3.357 \| \| 60+ \| 1.780 \| \| \| 1.943 \| \| Просек : \| 27,8 \| \| \| 28,7 \| |       |  |  |       |
| |       |  |  |       |
| | м     |  |  | ж     |
| 0—2 | 1.675 |  |  | 1.551 |
| 3—5 | 1.882 |  |  | 1.803 |
| 6—11 | 3.643 |  |  | 3.522 |
| 12—14 | 1.690 |  |  | 1.633 |
| 15—17 | 1.788 |  |  | 1.662 |
| 18—24 | 3.413 |  |  | 3.357 |
| 60+ | 1.780 |  |  | 1.943 |
| Просек : | 27,8  |  |  | 28,7  |

| #   | Индикатор                                                                                        | Вредност |
| --- | ------------------------------------------------------------------------------------------------ | -------- |
| 1   | Становништво од 0 до 2 године                                                                    | 3226     |
| 2   | Мушко становништво од 0 до 2 године                                                              | 1675     |
| 3   | Женско становништво од 0 до 2 године                                                             | 1551     |
| 4   | Становништво са 3 и више година                                                                  | 52210    |
| 5   | Мушко становништво са 3 и више година                                                            | 25854    |
| 6   | Женско становништво са 3 и више година                                                           | 26356    |
| 7   | Становништво са 5 и више година                                                                  | 49754    |
| 8   | Мушко становништво са 5 и више година                                                            | 24585    |
| 9   | Женско становништво са 5 и више година                                                           | 25169    |
| 10  | Становништво са 12 и више година                                                                 | 41360    |
| 11  | Мушко становништво са 12 и више година                                                           | 20329    |
| 12  | Женско становништво са 12 и више година                                                          | 21031    |
| 13  | Становништво са 15 и више година                                                                 | 38037    |
| 14  | Мушко становништво са 15 и више година                                                           | 18639    |
| 15  | Женско становништво са 15 и више година                                                          | 19398    |
| 16  | Становништво са 18 и више година                                                                 | 34587    |
| 17  | Мушко становништво са 18 и више година                                                           | 16851    |
| 18  | Женско становништво са 18 и више година                                                          | 17736    |
| 19  | Становништво од 3 до 5 година                                                                    | 3685     |
| 20  | Мушко становништво од 3 до 5 година                                                              | 1882     |
| 21  | Женско становништво од 3 до 5 година                                                             | 1803     |
| 22  | Становништво од 6 до 11 година                                                                   | 7165     |
| 23  | Мушко становништво од 6 до 11 година                                                             | 3643     |
| 24  | Женско становништво од 6 до 11 година                                                            | 3522     |
| 25  | Становништво од 8 до 14 година                                                                   | 8072     |
| 26  | Мушко становништво од 8 до 14 година                                                             | 4109     |
| 27  | Женско становништво од 8 до 14 година                                                            | 3963     |
| 28  | Становништво од 12 до 14 година                                                                  | 3323     |
| 29  | Мушко становништво од 12 до 14 година                                                            | 1690     |
| 30  | Женско становништво од 12 до 14 година                                                           | 1633     |
| 31  | Становништво од 15 до 17 година                                                                  | 3450     |
| 32  | Мушко становништво од 15 до 17 година                                                            | 1788     |
| 33  | Женско становништво од 15 до 17 година                                                           | 1662     |
| 34  | Становништво од 18 до 24 године                                                                  | 6770     |
| 35  | Мушко становништво од 18 до 24 године                                                            | 3413     |
| 36  | Женско становништво од 18 до 24 године                                                           | 3357     |
| 37  | Женско становништво од 15 до 49 година                                                           | 15459    |
| 38  | Становништво са 60 и више година                                                                 | 3723     |
| 39  | Мушко становништво са 60 и више година                                                           | 1780     |
| 40  | Женско становништво са 60 и више година                                                          | 1943     |
| 41  | Однос између мушкараца и жена                                                                    | 98.67    |
| 42  | Становништво од нуле до 14 година                                                                | 17399    |
| 43  | Становништво од 15 до 64 године                                                                  | 35647    |
| 44  | Становништво од 65 година и више                                                                 | 2390     |
| 45  | Просечан број деце                                                                               | 2.27     |
| 46  | Становништво рођено у ентитету                                                                   | 40468    |
| 47  | Мушко становништво рођено у ентитету                                                             | 20262    |
| 48  | Женско становништво рођено у ентитету                                                            | 20206    |
| 49  | Становништво рођено у другом ентитету                                                            | 14801    |
| 50  | Мушко становништво рођено у другом ентитету                                                      | 7185     |
| 51  | Женско становништво рођено у другом ентитету                                                     | 7616     |
| 52  | Становништво од 5 година и више резидентно у ентитету у јуну 2005. године                        | 47916    |
| 53  | Мушко становништво старосног доба од 5 година и више, резидентно у ентитету у јуну 2005. године  | 23640    |
| 54  | Женско становништво старосног доба од 5 и више година, резидентно у ентитету у јуну 2005. године | 24276    |
| 55  | Становништво од 5 година и више које је живело у другом ентитету у јуну 2005. године             | 1600     |
| 56  | Мушко становништво старије од 5 година које је живело у другом ентитету у јуну 2005. године      | 802      |
| 57  | Женско становништво старије од 5 година које је живело у другом ентитету у јуну 2005. године     | 798      |
| 58  | Становништво од 3 године и више које говори аутохтони језик                                      | 890      |
| 59  | Мушко становништво старо 3 године и више које говори аутохтони језик                             | 448      |
| 60  | Женско становништво старо 3 године и више које говори аутохтони језик                            | 442      |
| 61  | Становништво од 3 године и више које говори аутохтони језик и не говори шпански језик            | 4        |
| 62  | Мушко становништво старо 3 године и више које говори аутохтони језик и не говори шпански         | 0        |
| 63  | Женско становништво старо 3 године и више које говори аутохтони језик и не говори шпански језик  | 4        |
| 64  | Становништво старо 3 године и више које говори аутохтони језик и шпански                         | 829      |
| 65  | Мушко становништво старо 3 године и више које говори аутохтони језик и шпански                   | 415      |
| 66  | Женско становништво старо 3 године и више које говори аутохтони језик и шпански                  | 414      |
| 67  | Становништво од 5 година и више које говори аутохтони језик                                      | 882      |
| 68  | Становништво од 5 година и више које говори аутохтони језик и не говори шпански језик            | 3        |
| 69  | Становништво од 5 година и више које говори аутохтони језик и говори шпански језик               | 825      |
| 70  | Становништво у домородачким домаћинствима                                                        | 2351     |
| 71  | Становништво са ограничењима у активностима                                                      | 2527     |
| 72  | Становништво са ограниченим ходањем или кретањем, горе или доле                                  | 1283     |
| 73  | Становници са ограничењима вида, чак и уз кориштење сочива                                       | 752      |
| 74  | Становништво са ограничењима говора, комуникације или конверзације                               | 170      |
| 75  | Становништво са ограниченим слухом                                                               | 327      |
| 76  | Становништво са ограничењима при одевању, купању или јелу                                        | 118      |
| 77  | Становништво са ограничењима у опажању или учењу једноставних ствари                             | 135      |
| 78  | Становништво са менталним ограничењима                                                           | 181      |
| 79  | Становништво без ограничења активности                                                           | 52780    |
| 80  | Становништво од 3 до 5 година које не похађа школу                                               | 1929     |
| 81  | Мушко становништво од 3 до 5 година које не похађа школу                                         | 997      |
| 82  | Женско становништво од 3 до 5 година које не похађа школу                                        | 932      |
| 83  | Становништво од 6 до 11 година које не похађа школу                                              | 193      |
| 84  | Мушко становништво од 6 до 11 година које не похађа школу                                        | 99       |
| 85  | Женско становништво од 6 до 11 година које не похађа школу                                       | 94       |
| 86  | Становништво од 12 до 14 година које не похађа школу                                             | 196      |
| 87  | Мушко становништво од 12 до 14 година које не похађа школу                                       | 93       |
| 88  | Женско становништво од 12 до 14 година које не похађа школу                                      | 103      |
| 89  | Становништво од 15 до 17 година похађа школу                                                     | 2379     |
| 90  | Мушко становништво од 15 до 17 година похађа школу                                               | 1192     |
| 91  | Женско становништво између 15 и 17 година живота у школи                                         | 1187     |
| 92  | Становништво од 18 до 24 године похађа школу                                                     | 1596     |
| 93  | Мушко становништво од 18 до 24 године похађа школу                                               | 836      |
| 94  | Женско становништво од 18 до 24 године похађа школу                                              | 760      |
| 95  | Становништво од 8 до 14 година које не може да чита и пише                                       | 206      |
| 96  | Мушко становништво старосног доба од 8 до 14 година које не може да чита и пише                  | 116      |
| 97  | Женско становништво старосног доби од 8 до 14 година које не може да чита и пише                 | 90       |
| 98  | Становништво од 15 година и више које је неписмено                                               | 1312     |
| 99  | Мушко становништво од 15 година и више које је неписмено                                         | 447      |
| 100 | Женско становништво од 15 година и више које је неписмено                                        | 865      |
| 101 | Становништво старо 15 и више година без школовања                                                | 1412     |
| 102 | Мушко становништво старо 15 и више година без школовања                                          | 542      |
| 103 | Женско становништво старо 15 и више година без школовања                                         | 870      |
| 104 | Становништво старосног доба 15 и више година са непотпуним основним образовањем                  | 3675     |
| 105 | Мушко становништво старосног доба од 15 година и више са непотпуном основним образовањем         | 1593     |
| 106 | Женско становништво старосног доба 15 и више година са непотпуном основним образовањем           | 2082     |
| 107 | Становништво старо 15 и више година са комплетним основним образовањем                           | 6695     |
| 108 | Мушко становништво старо 15 година и више са комплетним основним образовањем                     | 3088     |
| 109 | Женско становништво старо 15 и више година са комплетним основним образовањем                    | 3607     |
| 110 | Становништво старосног доба 15 и више година са непотпуним средњим образовањем                   | 2314     |
| 111 | Мушко становништво старосног доба од 15 година и више са непотпуним средњим образовањем          | 1319     |
| 112 | Женско становништво старосног доба од 15 година и више са непотпуним средњим образовањем         | 995      |
| 113 | Становништво старо 15 и више година са пуним секундарном образовањем                             | 11558    |
| 114 | Мушко становништво старосног доба од 15 година и више са пуним секундарном образовањем           | 5959     |
| 115 | Женско становништво старосног доба од 15 година и више са пуним секундарном образовањем          | 5599     |
| 116 | Становништво старије од 18 година са постосновним образовањем                                    | 10916    |
| 117 | Мушко становништво старије од 18 година са постосновним образовањем                              | 5485     |
| 118 | Женско становништво старије од 18 година са постосновним образовањем                             | 5431     |
| 119 | Просечна оцена школовања                                                                         | 8.65     |
| 120 | Просечан ниво образовања мушке популације                                                        | 8.83     |
| 121 | Просечан ниво образовања женског становништва                                                    | 8.48     |
| 122 | Економски активно становништво                                                                   | 21731    |
| 123 | Економски активна мушка популација                                                               | 15174    |
| 124 | Економски активна женска популација                                                              | 6557     |
| 125 | Становништво које није економски активно                                                         | 19503    |
| 126 | Мушко становништво које није економски активно                                                   | 5079     |
| 127 | Женско становништво које није економски активно                                                  | 14424    |
| 128 | Запослено становништво                                                                           | 20677    |
| 129 | Запослено мушко становништво                                                                     | 14275    |
| 130 | Запослено женско становништво                                                                    | 6402     |
| 131 | Незапослена популација                                                                           | 1054     |
| 132 | Незапослена мушка популација                                                                     | 899      |
| 133 | Незапослена женска популација                                                                    | 155      |
| 134 | Становништво без права на здравствене услуге                                                     | 30537    |
| 135 | Становништво које има право на здравствене услуге                                                | 24823    |
| 136 | Становништво које има право на ИМСС                                                              | 11437    |
| 137 | Становништво које има право на социјално осигурање                                               | 2071     |
| 138 | Становништво које има право на државно социјално осигурање                                       | 856      |
| 139 | Становништво које има право на опште осигурање или здравствено осигурање за нову генерацију      | 8637     |
| 140 | Становништво које је било једном или није било у браку током 12 година и више                    | 13479    |
| 141 | Венчано или уједињено становништво од 12 година и више                                           | 24296    |
| 142 | Становништво које је било у браку или уједињено 12 година и више                                 | 3535     |
| 143 | Становништво са католичком религијом                                                             | 50096    |
| 144 | Протестанти, еванђелисти и библијски следбеници различити од еванђелиста                         | 3555     |
| 145 | Становништво са другим религијама различитим од претходних                                       | 39       |
| 146 | Становништво без религије                                                                        | 1207     |
| 147 | Укупно пописаних домаћинства                                                                     | 12218    |
| 148 | Пописна домаћинства на челу са мушкарцима                                                        | 9886     |
| 149 | Пописна домаћинства на челу са женама                                                            | 2332     |
| 150 | Становништво у пописним домаћинствима                                                            | 55448    |
| 151 | Становништво у пописним домаћинствима на челу са мушкарцима                                      | 45793    |
| 152 | Становништво у пописним домаћинствима на челу са женама                                          | 9655     |
| 153 | Укупно домаћинстава                                                                              | 14315    |
| 154 | Укупно насељених домаћинстава                                                                    | 12483    |
| 155 | Укупно приватних кућа                                                                            | 14050    |
| 156 | Насељени приватни домови                                                                         | 12218    |
| 157 | Укупно насељених приватних кућа                                                                  | 12483    |
| 158 | Ненасељене приватне куће                                                                         | 1262     |
| 159 | Појединачна домаћинства за привремену употребу                                                   | 570      |
| 160 | Становници у насељеним приватним кућама                                                          | 55448    |
| 161 | Насељеност станара у приватним становима                                                         | 4.54     |
| 162 | Просечно становника по соби у приватним насељеним домаћинствима                                  | 1.23     |
| 163 | Појединачна домаћинства са подовима од различитих материјала од земље                            | 11516    |
| 164 | Појединачна домаћинства у приземљу                                                               | 679      |
| 165 | Појединачна домаћинства са једном спаваћом собом                                                 | 4519     |
| 166 | Појединачна домаћинства са две спаваће собе и више                                               | 7675     |
| 167 | Појединачна домаћинства са једним собом                                                          | 1184     |
| 168 | Појединачна домаћинства са две собе                                                              | 2308     |
| 169 | Појединачна домаћинства са 3 собе и више                                                         | 8680     |
| 170 | Појединачна домаћинства која имају електрично светло                                             | 12089    |
| 171 | Појединачна домаћинства која немају електрично светло                                            | 94       |
| 172 | Појединачна домаћинства која имају водоводну воду у стамбеном простору                           | 10913    |
| 173 | Појединачна домаћинства која немају водоводну воду у стамбеном простору                          | 1281     |
| 174 | Појединачна домаћинства која имају тоалет                                                        | 11994    |
| 175 | Појединачна домаћинства која имају канализацију                                                  | 11970    |
| 176 | Појединачна домаћинства која немају канализацију                                                 | 217      |
| 177 | Појединачна домаћинства која имају електрично светло, довод воде из јавне мреже и канализацију   | 10707    |
| 178 | Појединачна домаћинства без икаквих услова                                                       | 110      |
| 179 | Појединачна домаћинства која имају радио                                                         | 10640    |
| 180 | Појединачна домаћинства која имају телевизор                                                     | 11834    |
| 181 | Појединачна домаћинства која имају фрижидер                                                      | 9225     |
| 182 | Појединачна домаћинства која имају машину за веш                                                 | 7746     |
| 183 | Појединачна домаћинства која имају аутомобил или комби                                           | 4325     |
| 184 | Појединачна домаћинства која имају рачунар                                                       | 2290     |
| 185 | Појединачна домаћинства која имају фиксну телефонску линију                                      | 2956     |
| 186 | Појединачна домаћинства која имају мобилни телефон                                               | 8646     |
| 187 | Појединачна домаћинства која имају приступ интернету                                             | 1062     |